# Pyrolirion arvense
Pyrolirion arvense là một loài thực vật có hoa trong họ Amaryllidaceae. Loài này được (F.Dietr.) ined. miêu tả khoa học đầu tiên.

## Hình ảnh

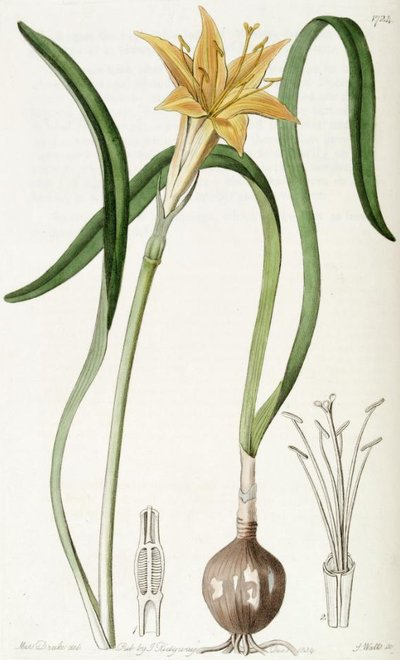